# Уэллинг, Джеймс
Джеймс Уэллинг (англ. James Welling; род. в 1951 году , Хартфорд, Коннектикут, США) — американский фотограф, художник постмодерна.

## Биография
Получил степень бакалавра и магистра искусств в Калифорнийском институте искусств в Валенсии в Калифорнии, где он учился, в частности, у Дэна Грэма. Стал известен в 1970-х годах как постконцептуальный художник, для которого фотографические нормы и само репрезентативное поле были и остаются оспариваемыми.
Уэллинг занимал различные преподавательские должности в университетах с 1995 года. В настоящее время является региональным руководителем по фотографии в Калифорнийском университете в Лос-Анджелесе. С осени 2014 года работает в качестве приглашенного профессора фотографии в Принстонском университете, где ранее занимал эту должность в 2012 году.
Уэллинг живёт и работает в Лос-Анджелесе.

## Творчество
Уэллинг экспериментировал с различными фотографическими техниками и методами, включая Полароид, отпечатки на серебре, фотограммы и цифровые отпечатки.
Учаясь у Джона Балдессари в CalArts и выставляясь с Шерри Левин в Metro Pictures, Уэллинг начал свою карьеру так называемой выставки Поколении картин. В 1976 году он создал серию фотографии «Архитектура и Портреты Лос-Анджелеса», а в 1977 году — вторую серию «Дневник/Пейзаж». Ещё одна хорошо известная серия Уэллинга 2009 года — это съемка в течение трёх лет Стеклянного дома Филиппа Джонсона, сделанная in situ с использованием цветных фильтров. В некоторых своих работах он пользовался фотомонтажом. Например в изображениях Maison de Verre комнаты осветлены. Ещё одна серия фотографии состоит из прямоугольников чистого цвета, сделанных в темной комнате с использованием цветных фильтров
Уэллинг был фотографом обложки музыкального альбома Sonic Youth 1985 года Bad Moon Rising. Сотрудничал с американской поэтессой Сьюзан Хоу, предоставив шесть черно-белых фотограмм, сопровождающих текст «This This», опубликованный в 2010 году. В 2009 году он разработал коврик с ручной завязкой для программ BravinLee . Для весенней коллекции итальянского модного бренда Brioni Уэллинг сотрудничал с креативным директором бренда Бренданом Мулланом над цветочным принтом с тройным обнажением, который был покрыт куртками с воротником на молнии, шелковыми рубашками с короткими рукавами и клетчатыми принцами Уэльского .

## Критика
В 2014 году газета The New York Times назвала Уэллинга одним из самых влиятельных фотографов на сегодняшний день. В том году художник стал лауреатом премии Бесконечности, присуждаемой Международным центром фотографии в Нью-Йорке.